# Cytherois pseudovitera
Cytherois pseudovitera is een mosselkreeftjessoort uit de familie van de Paradoxostomatidae. De wetenschappelijke naam van de soort is voor het eerst geldig gepubliceerd in 1939 door Dubovski.